# قبيا
قبية أو قبيا قرية فلسطينية كان يطلق عليها اسم (دبكله) وهو اسم قديم يطلق على اسم عين الماء المتواجدة بها وحُرِف الاسم إلى قبيا بمعنى (مجمع المياه)[بحاجة لمصدر]. تقع القرية إلى الغرب من مدينة رام الله وتتبع الآن محافظة رام الله والبيرة وقديما كانت تتبع إلى قضاء اللد حيث أنها لا تبعد عن اللد سوى 11 كم إلى الشمال الشرقي منها، وتقع إلى الشمال الشرقي من مدينة القدس وتبعد عنها نحو 32 كم. تبلغ مساحتها حوالي 16,000 دونم. وحسب آخر إحصاء، يبلغ عدد سكانها المقيم فيها حوالي 5000 نسمه ويوجد 6000 مهجرين.

## مذبحة قبية
كان عدد سكان قبية حوالي 6 الاف نسمة، وأكثرهم من المهاجرين من مدن وقرى فلسطين 1948، وفي اليوم الرابع عشر من شهر أكتوبر عام 1953 م، هاجمتها قوات الجيش اليهودي وعزلتها عن سائر القرى المجاورة، ثم بدأت بقصف القرية بشكل مركز بمدافع الهاون، واستخدمت الألغام والقنابل، كما توجهت بعض القوات المعادية وطوقت قرى شقبا وبدرس ونعلين لمنع تحركات النجدات للقرية، وقامت هذه القوات بزرع الألغام على جميع الطرق المؤدية إليها. استمر الهجوم الصهيوني حتى الساعة الرابعة من صباح يوم التالي وأجبر السكان على البقاء داخل بيوتهم ثم نسفت فوق رؤوسهم، وقدر عدد البيوت التي نسفت 56 بيتا، بالإضافة إلى مسجد ومدرستين وخزان مياه. بلغ عدد الشهداء في هذه المجزرة 67 مواطناً من أهل قبيا والمهاجرين إليها، من الرجال والنساء والأطفال، وفي البداية اعتقلت القوات الشهيد محمد مصطفى حسان وأحمد مصطفى عبد الرحيم (الشهير بالبدوي) وحققت معهم وقد فر البدوي من المكان واخبر القرية.
-
- كان الذي أعطى الأوامر لتنفيذ المجزرة ضد قرية قبية هو دافيد بن غوريون رئيس وزراء إسرائيل، وقاد عملية تنفيذ المجزرة أرئيل شارون الذي أصبح فيما بعد رئيساً للوزراء وكان آنذاك يقود الوحدة 101. كانت القوة التي نفذت المجزرة تتكون من 600 شخصا.
من ذلك التاريخ أطلق على قبيا "مدينة قبيا الشهيدة"
وهذا نص قرار 101 والصادر عن الأمم المتحدة والمتعلق بمجزرة قبية
| قبيا | قرار رقم 101 (1953) بتاريخ 24 تشرين الثاني (نوفمبر) 1953. إدانة إسرائيل لهجومها على قبيه في 14 - 15 تشرين الأول (أكتوبر) 1953 إن مجلس الأمن، إذ يذكر قراراته السابقة بصدد القضية الفلسطينية، خصوصاً القرار رقم 54 (1948) الصادر في 15 تموز (يوليو) 1948، ورقم 73 (1949) الصادر في 11 آب (أغسطس) 1949، ورقم 93 (1951) الصادر في 18 أيار (مايو) 1951، المتعلقة بطرق المحافظة على الهدنة وحل النزاعات عن طريق لجنة الهدنة المشتركة، وإذ يلاحظ تقريري 27 تشرين الأول (أكتوبر) 1953، 27 و9 تشرين الثاني (نوفمبر) 1953، 28 المقدمين إلى مجلس الأمن من قبل كبير مراقبي هيئة رقابة الهدنة التابعة للأمم المتحدة في فلسطين، والتصريحات التي أدلى بها إلى المجلس ممثلا الأردن وإسرائيل: (أ) - يجد أن العمل الانتقامي على قبية والذي قامت بهِ قوات إسرائيل المسلحة في 14 - 15 تشرين الأول (أكتوبر) 1953، وجميع الأعمال المشابهة، تشكل انتهاكاً لنصوص وقف إطلاق النار الصادر عن قرار مجلس الأمن رقم 54 (1948)، وتتناقض مع التزامات الطرفين بموجب اتفاقية الهدنة العامة بين إسرائيل والأردن 29 وميثاق الأمم المتحدة. - يعرب عن أقوى إدانة لهذا العمل، الذي لا يمكن إلا أن يخل بفرص التسوية السلمية التي على الطرفين السعي لها وفق الميثاق، ويدعو إسرائيل إلى اتخاذ إجراءات فعالة لمنع مثل هذه الأعمال في المستقبل. (ب) - يأخذ علماً بأن هناك أدلة قوية عن اجتياز الخط الفاصل. | قبيا |

## المؤسسات فيها
- جمعية قبيا التعاونية لانماء الثروة الحيوانية
- يوجد في قبيا ثلاثة مساجد : مسجد شهداء قبيا، ومسجد الشهيد سليمان دلول، ومسجد بر الوالدين
- مجمع قبيا الاجتماعي (ديوان)
- مجلس بلدي قبيا : تأسس عام 1995 ومن أهم إنجازات المجلس مد شبكة مياه جديدة وإقامة مجمع خدمات طبية كبير وبناء مدرسة نموذجية للبنات وتعبيد الشوارع
- جمعية قبيا لتنمية الريف غير فعالة
- جمعية قبيا النسوية التعاونية للتنمية الريفية
- مدرسة قبيا الثانوية للذكور وتـأسست عام 1924
- مدرسة بنات قبيا الثانوية الحديثة (مشروع قام بتنفيذه وارساءه للقرية من قبل الرئيس السابق للمجلس القروي حسن أحمد راغب جبر (الكرم).
- مدرسة قبيا الأساسية
- جمعية أبناء قبيا التعاونية
- جمعية تنمية الشباب تم تجميدها
- نادي قبيا الرياضي والثقافي والاجتماعي